# Material sensible (álbum)
Material sensible es el vigésimo primer disco LP del cantautor Joan Manuel Serrat cantado en lengua catalana, editado en 1989 por la compañía discográfica Ariola, con arreglos y dirección musical de Josep Maria Bardagí. 
Todas las canciones compuestas por Joan Manuel Serrat, a excepción de La lluna, con letra de Jaime Sabines y de Serrat, Salam Rashid con letra de Joan Barril y de Serrat, y Malson per entregues, con letra de Josep Maria Bardagí y de Serrat. 
Artistas invitados: Paco de Lucía (guitarra en Salam Rashid), Ana Belén (voz en Malson per entregues) y Pedro Iturralde (saxo soprano en Si no fos per tu y clarinetes en En paus).

## Canciones que componen el disco
1. Barcelona i jo - 4:24
2. La lluna - 3:50
3. Kubala - 2:51
4. La rosa de l´adéu - 3:57
5. Si no fos per tu - 4:36
6. Salam Rashid - 6:00
7. En paus - 2:50
8. Per construir un bell somni - 4:20
9. Malson per entregues - 6:43